# Karl Frederick
Karl Frederick, född 2 februari 1881 i Chateaugay, död 11 februari 1963 i Port Chester, var en amerikansk sportskytt.
Frederick blev olympisk guldmedaljör i fripistol vid sommarspelen 1920 i Antwerpen.